# سلما ریباس
سِلما ریباس (زادهٔ ۱۰ نوامبر ۱۹۸۲ در لوآندا) خواننده، ترانه‌سرا و بازرگان اهل آنگولا است. وی دوران کودکی‌اش را در آلمان گذراند و در آنجا در مسابقهٔ استعدادیابی شرکت کرد اما از راهیابی به مراحل پایانی بازماند. پس از آن، وی با ناشران موسیقی همکاری کرد و آلبوم‌هایی را در آنگولا، پرتغال، و ایالات متحدهٔ آمریکا منتشر کرده‌است.
موسیقی او در ژانرهای کیزومبا، سمبا، آر اند بی و گتو زوک است. موسیقی عامه‌پسند به عنوان یکی از جنبه‌های مهم ناسیونالیسم آنگولا در حال احیا دیده می‌شود که سهم ریباس قابل توجه است. او در سال ۲۰۱۲ در لواندا با آدلر ژوائو ازدواج کرد و آنها صاحب یک فرزند پسر هستند. او همچنین مالک و اداره‌کنندهٔ یک برند محصولات آرایشی و زیبایی است.
ریباس برندهٔ جوایزی همچون جام آنگولا در رویداد دیواس در سال ۲۰۰۹ و نیز برترین‌های خواسته‌شده در رادیو ناسیونال در سال ۲۰۱۱ شده‌است.

## زندگی‌نامه
ریباس در ۱۰ نوامبر ۱۹۸۲ در لوآندا به دنیا آمد، اما زمانی که او خیلی جوان بود خانواده‌اش به کلن در آلمان مهاجرت کردند. ریباس در سال ۱۹۹۶، در سن ۱۴ سالگی، به‌واسطهٔ آوازخوانی به شهرت رسید و شروع به سفر به آنگولا برای خوانندگی کرد. او در ۲۹ دسامبر ۲۰۱۲ در لواندا با آدلر ژوائو ازدواج کرد. پسر آنها، ژائو رافائل، در ۹ ژوئیهٔ ۲۰۱۴ به دنیا آمد.

## حرفه
ریباس در سال ۲۰۰۸ در مسابقهٔ استعدادیابی آلمانی که Sucht den Superstar نام دارد شرکت کرد. او در میان سی رقیب نهایی، تا نیمه‌نهایی پیش رفت، اما از صعود به مراحل پایانی بازماند. با این وجود، این امر باعث شد تا او به شهرت برسد و با شرکت موسیقی Semba، یک قرارداد امضا کند. با این حال، اشپیگل عقیده داشت که او به دلیل آنکه آلمانی نبود به فینال این مسابقات نرسید.
اولین آلبوم ریباس با نام Energia اولین بار در آنگولا منتشر شد. آفونسو کوئینتاس، تهیه‌کنندهٔ رادیو لوآندا، آن را تبلیغ کرد. آلبوم دوم او Fantástico اولین بار در پرتغال در سال ۲۰۱۱ با پیش‌انتشار تک آهنگ Commando منتشر شد. این تک آهنگ در عنوان موسیقی نمایش واقعیت، برادر بزرگ آفریقا استفاده شد. همچنین هنرمندان انگلیسی بیگ نِلو و ماتیاس داماسیو در آن حضور داشتند. تک‌آهنگ‌های دیگر این آلبوم عبارتند از: One Love و Gangsta Love.
او در سال ۲۰۱۵ سومین آلبوم خود به نام No Controle را منتشر کرد که توسط کلی کی تهیه شده بود.
آلبوم Karma که در سال ۲۰۱۹ منتشر شد اولین اثر ریباس است که در ایالات متحدهٔ آمریکا منتشر می‌شد. او همچنین مالک و اداره‌کنندهٔ یک برند محصولات آرایشی و زیبایی است.

## سبک
موسیقی ریباس در ژانرهای کیزومبا، سمبا، آر اند بی و گتو زوک است. موسیقی عامه‌پسند به عنوان یکی از جنبه‌های مهم ناسیونالیسم آنگولا در حال احیا دیده می‌شود که سهم ریباس قابل توجه است. خوانندگان و نوازندگان آنگولا، با موفقیت ریتم‌های آفریقایی را با تصنیف‌ها ترکیب کردند، موسیقی عامه‌پسند ایجاد کردند، یک ژانر موسیقی خاص، یعنی سمبا را گسترش دادند و از طریق مضامین ترانه‌هایشان، آرزوهای کشور، به ویژه آرزوی استقلال و عدالت اجتماعی بیشتر را منعکس کردند.

## جوایز
- جام آنگولا - رویداد دیواس، ۲۰۰۹.[۵]
- برترین‌های خواسته‌شده در رادیو ناسیونال - رویداد دیواس، ۲۰۱۱.[۱۹]